# Maurice Berger (chimiste)
Pour les articles homonymes, voir Maurice Berger et Berger (homonymie).
 (janvier 2022).

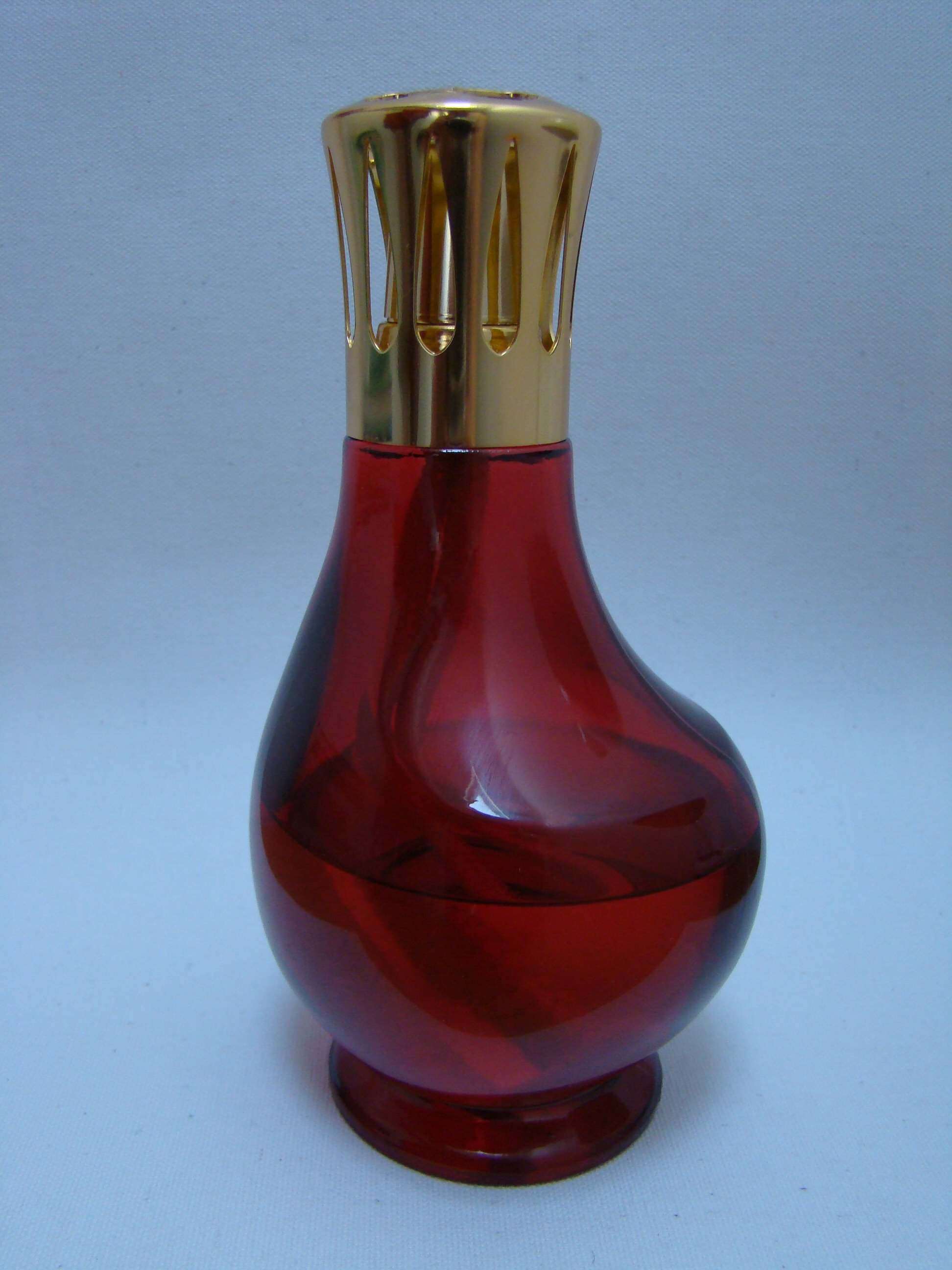
Lampe Berger

Maurice Hilaire Berger, né le 2 décembre 1866 à Paris et mort le 1er mars 1930 à Seyssins, est un chimiste amateur français, préparateur en pharmacie, titulaire du brevet de la Lampe Berger.

## Biographie
Maurice Berger est né à Paris 16e le 2 décembre 1866 de père inconnu. Il est reconnu, puis légitimé par Louis François Samuel Berger, citoyen suisse installé à Paris, qui épouse sa mère en 1868. Après avoir entrepris des études de pharmacie qu'il ne semble pas avoir terminées, il travaille comme préparateur dans plusieurs officines à Paris.
Le 16 juin 1898, il dépose le brevet d'une invention faite par un pharmacien parisien, L. Müller, sous l'appellation « Lampe Berger » décrite comme « un diffuseur fumivore hygiénique ». L'objet en question n'est pas une lampe, mais un brûle-parfum destiné à désodoriser et désinfecter tous lieux insalubres (notamment les chambres mortuaires) et neutraliser l'odeur des cigares,. Il est commercialisé en 1907, depuis Levallois-Perret où Maurice Berger est préparateur, voire associé de la pharmacie Delouche.
Sa tombe se trouve au cimetière de Levallois-Perret.

### Sources
- Biographie de Maurice Berger
- Tout sur Lampe Berger